# 키르기스 자치 소비에트 사회주의 공화국

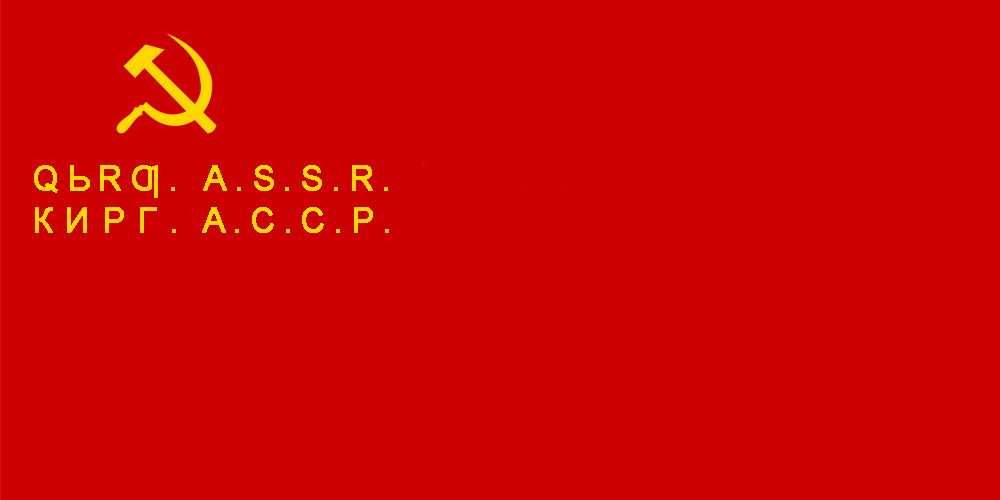
키르기스 자치 소비에트 사회주의 공화국의 기

키르기스 자치 소비에트 사회주의 공화국(러시아어:Киргизская Автономная Социалистическая Советская Республика, 키르기스어:Кыргыз Автономиялык Социалисттик Советтик Республикасы)은 1926년부터 1936년까지 존재했던 러시아 소비에트 연방 사회주의 공화국에 속해 있던 자치공화국(ACCP)이다. 수도는 비슈케크였다.